# Sesuvium trianthemoides
Sesuvium trianthemoides är en isörtsväxtart som beskrevs av Donovan Stewart Correll. Sesuvium trianthemoides ingår i släktet Sesuvium och familjen isörtsväxter. Inga underarter finns listade i Catalogue of Life.